# Micheline Desmazières
 Micheline Desmazières, née le 23 février 1926 est une skieuse alpine française.

## Biographie
Elle est la fille de Michel Desmazières et Marie Dewarin.
En 1947, elle prend la 3e place de la première et l'unique descente féminine disputée sur la mythique piste du Lauberhorn à Wengen.
Elle participe aux jeux olympiques de 1948 à Saint-Moritz.
En 1950 à Aspen, elle prend la 10e place du slalom géant des championnats du monde.
Elle est sacrée deux fois championne de France de slalom, en 1947 à Megève et en 1949 à Chamonix. Elle est aussi vice-championne de France de descente en 1946 et deux fois vice-championne de France du combiné en 1946 et 1947.
Elle se marie à Michel Deplanck, avec qui elle a quatre enfants.

## Palmarès

### Jeux olympiques
| Épreuve / Édition    | Descente | Slalom | Combiné |
| JO 1948 Saint-Moritz | 29e      | —      | —       |

### Championnats du monde
| Épreuve / Édition    | Descente | Slalom géant                     | Slalom | Combiné                          |
| JO 1948 Saint-Moritz | 29e      | Épreuve inexistante à cette date | —      | —                                |
| Mondiaux 1950 Aspen  | 17e      | 10e                              | 13e    | Épreuve inexistante à cette date |

### Championnats de France Elite
| Édition / Epreuve               | Descente | Slalom géant | Slalom | Combiné |
| ------------------------------- | -------- | ------------ | ------ | ------- |
| Championnats 1946 Chamonix      | Argent   | -            | -      | Argent  |
| Championnats 1947 Mégève        | Bronze   | -            | Or     | Argent  |
| Championnats 1948 Superbagnères | Bronze   | -            | 4e     | Bronze  |
| Championnats 1949 Chamonix      | -        | Bronze       | Or     | -       |

## Articles annexes
- Meilleures performances françaises aux Championnats du monde de ski alpin